# Nabil El Basri
Nabil El Basri (Luik, 26 maart 2004) is een Marokkaans-Belgisch voetballer die doorgaans als middenvelder speelt. Hij komt uit voor MVV Maastricht.

## Clubcarrière
El Basri maakte op 15 augustus 2022 zijn profdebuut in het shirt van MVV Maastricht: op de tweede competitiespeeldag liet trainer Maurice Verberne hem tegen NAC Breda in de 78e minuut invallen voor Koen Kostons. Na afloop van zijn eerste seizoen bij de hoofdmacht van MVV, waarin hij naast negen wedstrijden in de reguliere competitie ook een promotie play-offwedstrijd speelde, ondertekende hij een profcontract van twee jaar met optie op een derde jaar in De Geusselt. Vanaf het seizoen 2023/24 was El Basri een vaste basisspeler in het team. Op 15 september 2023 maakte hij zijn eerste doelpunt, tegen FC Den Bosch (2-3).

## Clubstatistieken
| Seizoen         | Club            | Competitie      | Competitie | Competitie | Beker | Beker | Overig | Overig | Totaal | Totaal |
| Seizoen         | Club            | Competitie      | Wed.       | Dlp.       | Wed.  | Dlp.  | Wed.   | Dlp.   | Wed.   | Dlp.   |
| --------------- | --------------- | --------------- | ---------- | ---------- | ----- | ----- | ------ | ------ | ------ | ------ |
| 2022/23         | MVV Maastricht  | Eerste divisie  | 9          | 0          | 0     | 0     | 1      | 0      | 10     | 0      |
| 2023/24         | MVV Maastricht  | Eerste divisie  | 36         | 2          | 0     | 0     | 0      | 0      | 36     | 2      |
| 2024/25         | MVV Maastricht  | Eerste divisie  | 37         | 6          | 2     | 0     | 0      | 0      | 39     | 6      |
| Carrière totaal | Carrière totaal | Carrière totaal | 82         | 8          | 2     | 0     | 1      | 0      | 85     | 8      |

Bijgewerkt op 11 mei 2025.

## Interlandcarrière
In juni 2023 kreeg El Basri een oproepingsbrief van Mohamed Ouahbi voor Marokko –20 naar aanleiding van het Tournoi Maurice Revello, een oefentoernooi in Frankrijk. El Basri mocht er invallen in de eerste groepswedstrijd tegen Japan en speelde in de wedstrijd om de zevende plaats tegen Venezuela mee in de eerste helft.